# Rubus adenoleucus
Espèce
Rubus adenoleucus est une espèce de plantes à fleurs de la famille des rosacées et du genre Rubus. Il fait partie du sous-genre Rubus et de la section Corylifolii.

## Description
La description présentée ci-dessous est basée sur un seul spécimen d'herbier, récolté par J.E. Woodhead le 27 juin 1937 à Merrow Downs, Guilford, Surrey (CGE).
Rubus adenoleucus est une plante arbustive. Elle a des turions arqués, de couleur brun teinté de pourpre rougeâtre. Ils sont dépourvus de poils, mais possèdent des petits aiguillions  pourpre rougeâtre à pointe jaune. Ces feuilles, composées à cinq folioles, sont vertes et glabres sur leurs deux faces. Les folioles sont ovales avec des extrémités aux pointes émoussées. 
Les fleurs blanches à rose pâle, d'un diamètre de vingt millimètre, sont réunies en inflorescences compactes mais peu nombreuses (espèce pauciflore). On remarquera la présence d'aiguillons sur l'inflorescence. Les sépales sont courbés, recouverts de polis et se terminent par une longue pointe.

## Répartition
Cette espèce a été découverte en Angleterre.  